# المعهد الفدرالي السويسري للعلوم والتكنولوجيا في مجال المياه
يقع المعهد الفدرالي السويسري للعلوم والتكنولوجيا في مجال المياه (Eawag) في مدينة «دوبندورف» بكانتون زيورخ، وفي مدينة «كاستانيينبوم» بكانتون لوتسرن.
يتخذ المعهد من موقع دوبندورف مقرًا رئيسيًا، حيث يضم مبنى «منتدى كريسباخ» (Forum Chriesbach) الذي يُعد نموذجًا في الاستدامة البيئية ويحتضن المكاتب، المختبرات، ومرافق التكوين. كما يضم هذا الموقع المكتبة العلمية المشتركة Lib4RI، ومركز السموم البيئية الذي يعمل منذ عام 2008.
أما فرع المعهد في كاستانيينبوم، الواقع على ضفاف بحيرة لوتسرن، فيضم «مركز علم البيئة والتطور والبيوجيوكيمياء» (CEEB)، والذي يُعنى بأبحاث المياه السطحية، تطور الأنظمة البيئية، وتفاعل العوامل البيولوجية والفيزيائية في النظم المائية.